# Guillaume Dode de la Brunerie
Guillaume Dode de la Brunerie (Saint-Geoire-en-Valdaine, 30 aprile 1775 – Parigi, 30 settembre 1857) è stato un generale francese, maresciallo di Francia dal 1847.

## Origini
Il padre, Jean-René, era un notaio, la madre si chiamava Catherine Charbonnel; lo zio Albin-François acquistò nel 1784, a nord di Voiron, una proprietà chiamata La Brunerie.

## Biografia
Dopo aver studiato al liceo di Grenoble, si arruolò come soldato semplice, nel 1793, nell'esercito rivoluzionario. Entrò l'11 marzo 1794, in qualità di sottotenente, nella scuola del genio militare di Metz, da cui uscì col grado di tenente, destinato all'Armata del Reno; nell'agosto 1795 fu promosso capitano.
Nel 1796, nel corso delle guerre rivoluzionarie francesi operò a Landau, Kaiserslautern e Zweibrücken, alla fortificazione di tali città. Lo stesso anno, a Kehl, coadiuvò il passaggio del Reno da parte delle truppe di Moreau; si mise in luce alla battaglia di Rastatt (5 luglio 1796) e alla difesa della testa di ponte di Huningue, sul Reno, (febbraio 1797).
Nel gennaio 1798 Dode si unì all'Armata d'Inghilterra, che si preparava ad invadere la Gran Bretagna, ma che fu invece destinata alla campagna d'Egitto, sotto il comando di Napoleone. In Egitto Dode fu impiegato alla fortificazione di Giza, Il Cairo ed Alessandria. Promosso maggiore nel 1801, rimase in Africa sino alla capitolazione delle truppe francesi, tornando in patria solo nel novembre di quell'anno. Nel 1802 e 1803 fu destinato alle opere di fortificazione del canale della Manica nei pressi di Cap Gris-Nez.
Nell'esercito napoleonico partecipò alle campagne di Germania, e di Spagna, dove diresse le operazioni di assedio a Saragozza (1809) e a Badajoz (1810).
Colonnello nel 1805, generale di brigata e barone dell'Impero nel 1809, si distinse in tutti i combattimenti cui prese parte, specie a Jena.
Impiegato in Spagna ne 1808 e 1810, diede mostra, all'assedio di Saragozza, di molto talento e raro coraggio.
Incaricato nel 1811 di ispezionare le coste da Brest alla Loira, ricevette le felicitazioni dell'Imperatore. Comandò il genio dell'Armata dell'Oceano, sino a quando ricevette, al principio del 1812, l'ordine di presentarsi a Magonza.
Il 12 febbraio 1812 sposò la figlia del maresciallo Pérignon, Agathe-Virginie.
Nominato generale di divisione il 5 dicembre 1812, fu incaricato nel 1813 di comandare il genio sull'Elba; ben presto fu richiamato per svolgere le medesime funzioni presso l'XI Corpo d'armata ed inviato immediatamente in Italia.
Nel 1817 fu incaricato di ispezionare le frontiere dei Pirenei, delle Alpi e delle coste del mar Mediterraneo.
Prese parte alla spedizione di Spagna, dove comandava il genio. Combatté all'assedio di Cadice e alla battaglia del Trocadéro, per cui fu nominato grand'ufficiale della Legion d'onore.
Al ritorno in Francia, fu nominato membro del consiglio delle fortificazioni, pari di Francia e visconte, oltre che membro della commissione mista dei lavori pubblici.
Nel 1840 divenne presidente del consiglio delle fortificazioni, e in tale qualità diresse la costruzione delle fortificazioni di Parigi; per aver portato a termine tale immenso lavoro in soli cinque anni, ricevette il bastone di maresciallo di Francia il 17 settembre 1847, e si guadagno l'appellativo di "Vauban dei tempi moderni".
Dopo la morte fu sepolto al cimitero di Père-Lachaise di Parigi.

## Pubblicazioni
Dode diede un resoconto delle opere d'assedio in L'Expédition d'Égypte e pubblicò un Précis des opérations devant Cadix.